# Arturo Ureta Sire
Arturo Ureta Sire es un Oficial de Ejército. Miembro del Departamento Exterior de la DINA, posteriormente ocupa el puesto de oficial a cargo de la Subdirección de Inteligencia Exterior.

## Golpe Militar de 1973
En el Golpe militar del 11 de septiembre de 1973 estuvo en el Estadio Nacional en donde participó en ejecuciones y tortura.

### DINA
La Dirección de Inteligencia Nacional (DINA), desde su creación, dependía directamente de la Junta de Gobierno, siendo su Director Nacional, Manuel Contreras Sepúlveda, quien informaba periódicamente de su trabajo y actividades a la Junta de Gobierno, tal como se ha señalado precedentemente. Bajo el mando del Director Nacional, en una misma línea, existían tres subdirecciones: Interior, Exterior y Administrativa. La Subdirección Exterior estuvo a cargo del coronel de Aviación Mario Jahn Barrera. También existió el denominado Departamento Exterior, a cargo del teniente coronel Arturo Ureta Sire, en cuyas dependencias se desempeñaron, entre otros, José Octavio Zara Holger, Christoph Willike Floel, Alejandro Paulino Campos Rebhein, Ana María Rubio de la Cruz y Carmen Hidalgo. En Buenos Aires se encontraban, además, como agregados a la embajada, Víctor Hugo Barría Barría, Carlos Hernán Labarca Sanhueza. Fue agente civil en ese país Lautaro Enrique Arancibia Clavel.
Integra la Dina en 1974
Carmen Ávila Ferrada, secretaria de Arturo Ureta Siré en la Subdirección de Inteligencia Exterior, posteriormente pasa a cumplir el mismo cargo en la CNI, bajo el mando del Coronel Suau.

## Operación Cóndor
Inculpado en la Operación Cóndor con 20 víctimas acreditadas en la causa 2182-98.